# Débito
Débito (ou dívida) é o que se deve; geralmente se refere ao ativo, mas o termo pode cobrir outras obrigações. Em se tratando de ativos, dívida é a maneira de se usar um futuro poder de aquisição no presente antes de que uma soma tenha sido ganha.
Ou seja, quando forma uma conta a ordem em qualquer banco, de acordo com o dinheiro que deposita poderá realizar levantamentos a débito, no saldo que tem de acordo com o dinheiro que deposita na conta. Outro ponto, poderá se o levantamento a crédito, de acordo com o montante de crédito - limite de crédito (plafond) após ter analisado o seu perfil, rendimentos, ativos e passivos.
A dívida pode ser dividida em:
Dívida Interna-Quando o estado contrai dentro do país.
Chama se Dívida Externa-Quando o estado contrai no exterior do país.Dívida Flutuante-É a dívida contraída para fazer face a desequilíbrios momentâneo de tesouraria e é amortizada até ao fim  do exercício do mesmo ano.
Dívida Fundada-Quando é contrada para fazer face ao excesso de dispesas correntes não abertas pelas receitas correntes de um ano, e só serão amortizadas no orçamento dos anos seguintes. Para Karl Marx, a dívida pública é um mecanismo de acumulação primitiva de capital. Segundo Molian, a dívida inibe a troca de emprego ou a greve radical pela necessidade de pagar as dívidas pelo trabalho. No século XXI só 20 clubes brasileiros tem mais de 1 milhão de reais em dívidas. Há ainda o fenômeno do superendividamento, quando indivíduos comprometem a maior parte de sua renda com dívidas.

## Leitura especializada
- Graeber, David. "Debt: The first 5,000 years" (em inglês) Melville House Publishing 2011. ISBN 9781933633862
- Howse, Robert. "The Concept of Odious Debt in Public International Law" (em inglês) Conferência da ONU sobre Comércio e Desenvolvimento, Nr. 185, Julho de 2007.